# 流星香
流 星香（ながれ せいか、本名・藤原 星香、1965年9月28日 - ）は、日本の小説家。梅花女子大学文化表現学部日本文化創造学科教授。大阪府出身。梅花女子大学日本文学科卒業。梅花女子大学大学院文学研究科修了。文学修士。主に角川ビーンズ文庫や講談社X文庫ホワイトハートなど少女向けライトノベルレーベルでファンタジー小説を執筆している。
1991年、新潮社の『魔剣伝 暁ノ段』でデビュー。
2021年3月24日、未完の作品を完結させる「書き残しナシ計画開始！」プランが自身のサイトで公表された。

## 作品リスト

### 文庫
角川ビーンズ文庫
- 守護天使は竜を抱く
- 少年伯爵シリーズ
- リストワール・デ・メルゼス
- シャール・ラザラール
- 死神学園候補生

講談社X文庫ホワイトハート
- 輝夜彦夢幻譚
- 黒い写本
- 電影戦線
- 天竺漫遊記
- プラパ・ゼータ
  - プラパ・ゼータ外伝　精龍王
  - プラパ・ゼータ外伝　金色の魔道公子
  - プラパ・ゼータ　ミゼルの使徒
- E公園の首吊り桜 私立硯北学園探偵部

小学館キャンバス文庫
- 帝国猟奇探偵社
- 影法師・暗狩
- 言霊使い 上下巻

B's-LOG文庫
- 封縛師 シリーズ
- お庭番望月蒼司朗参る!（1-19巻まで）
- 陰陽師、式神育成はじめます!

一迅社文庫アイリス
- Walhalla -ヴァルハラ-
- おにもも！鬼王子桃瑠殿下が通る

ビーズログ文庫アリス
- お庭番望月蒼司朗参る!（20巻から）
- 普通ですが何か? 最近はあやかしだって高校に行くんです。

その他
- 魔剣伝（新潮文庫）

### 新書
- 生体機兵ジーザス 1.共生 2.邂逅（白泉社）